# Transferrina

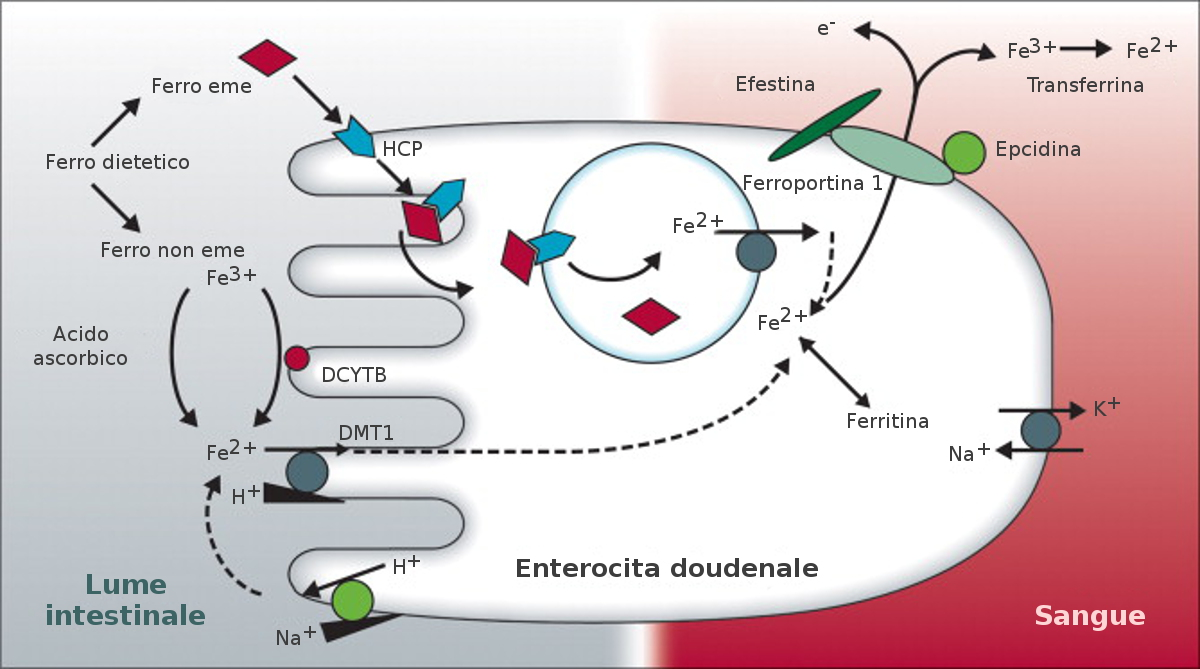
Metabolismo del ferro

La transferrina è la principale proteina di trasporto del ferro nel sangue. Si tratta di una glicoproteina costituita da una singola catena polipeptidica di 78 KDa che possiede due siti di legame per lo ione ferrico (Fe3+), mentre non presenta affinità per lo ione ferroso (Fe2+).

## Caratteristiche
Normalmente nel sangue 1/9 di tutta la transferrina è saturata in entrambi i siti di legame, i 4/9 in uno dei due siti e i restanti 4/9 presentano siti insaturi. Questa porzione di transferrina insatura è fondamentale per il contrasto delle infezioni e la cattura del ferro libero. L'affinità della proteina per lo ione ferrico è infatti altissima, tanto che è la proteina conosciuta con maggiore affinità per il suo ligando (costante di associazione: da 1019 a 1031 M−1). Così, in caso di eccesso di transferrina si può assumere che non vi siano ioni ferrici liberi.
La transferrina ha un'emivita di circa 7 giorni, e i suoi livelli ematici sono regolati dalla disponibilità di ferro, cioè in condizioni di carenza di ferro abbiamo un aumento delle concentrazioni plasmatiche di transferrina mentre dopo somministrazione di ferro ritorna a livelli normali. Nelle condizioni normali la transferrina è satura al 50%. Essa è inoltre una molecola eterogenea, possiamo avere variazioni genetiche dovute alla sostituzione di uno o più aminoacidi oppure la presenza e la composizione delle due catene oligosaccaridiche N-glicate o differenze sul contenuto di ferro, apotransferrina, transferrina monoferrica, transferrina diferrica.
Il legame di uno ione ferrico nel sito di legame è dipendente dalla sua associazione con uno ione carbonato (CO32-). La transferrina è internalizzata da recettori per la transferrina, delle proteine di 90 KDa sulla membrana plasmatica di alcune cellule che legano transferrina semi-satura oppure, preferibilmente, satura in entrambi i siti di legame del ferro. Affinché la transferrina sia internalizzata, un complesso calmodulina-proteina chinasi C-Ca2+ deve fosforilare il recettore. Dopo la fosforilazione il complesso transferrina-recettore per la transferrina è internalizzato in lisosomi, dove il ferro è liberato sotto forma di Fe2+ a causa dell'ambiente acido. Il complesso transferrina-recettore per la transferrina è poi riportato nella membrana plasmatica, quindi la transferrina, ora insatura, è rilasciata nel plasma.

## Interpretazione valori
La transferrina è sintetizzata prevalentemente a livello epatico e i suoi valori di riferimento nel sangue sono 200-360 mg/dL. I livelli di transferrina aumentano durante l'uso della pillola anticoncezionale, durante la gravidanza e nei casi di livelli insufficienti di ferro. Diminuiscono invece per la sindrome nefrosica, malattie del fegato, malnutrizione, malattie infiammatorie croniche, neoplasie, terapie con ferro o con cortisonici.